# Akt mit grünen Blättern und Büste
Akt mit grünen Blättern und Büste, auch Nackte, grüne Blätter und Büste, spanisch: Desnudo, hojas verdes y busto, französisch: Nu au Plateau de Sculpteur, englisch: Nude, green leaves, and bust,  ist ein Ölgemälde des spanischen Malers, Grafikers und Bildhauers Pablo Picasso aus dem Jahr 1932.

## Das Bild
Das im Hochformat angelegte, 162 cm × 130 cm große Bild mit lebendigen Grün- und Blautönen sowie pastellfarbenem Rosa soll Picassos Geliebte und Modell Marie-Thérèse Walter zeigen, unbekleidet unter einer spärlich belaubten Pflanze vor einem blauen Paravent liegend. Rechts über ihr befindet sich eine weiße Gipsbüste, zu der ebenfalls Marie-Thérèse Modell gestanden haben soll. Der nach links blickende Kopf steht auf einem Sockel, der eine angedeutete ionische Kannelur trägt. Der linke untere Bildrand weist drei Äpfel in unterschiedlicher Größe auf einem kleinen Tisch auf. Es ist oben rechts mit Picasso signiert.

## Werkgeschichte
Das Bild entstand – während eines einzigen Tages – am 8. März 1932 in einer der produktivsten Schaffensperioden Picassos. Es war seit 1936 im Besitz von Picassos Kunsthändler Paul Rosenberg, der es direkt beim Künstler erstanden hatte. Anfang der 1950er Jahre wurde es von dem kalifornischen Immobilienmagnaten Sidney F. Brody für seine Frau Frances gekauft. Seitdem befand es sich im Privatbesitz der Familie. Es wurde nur einmal öffentlich gezeigt, und zwar im Jahr 1961 zu Picassos 80. Geburtstag auf der Ausstellung Bonne Fête Monsieur Picasso in der UCLA Art Gallery in Los Angeles. Brody war ein Förderer der UCLA Art Gallery und hatte diese Ausstellung, auf der mehr als 170 Werke Picassos zu sehen waren, maßgebend initiiert. Frau Brody gehörte dem Board of Directors des UCLA Art Council als Präsidentin an.
Das Gemälde Akt mit grünen Blättern und Büste galt als nahezu unbekannt, lediglich im Katalog zu dieser Ausstellung war es ganzseitig unter Katalognummer 25 in Schwarz-Weiß abgebildet. Darüber hinaus kennt man es durch ein mehrfach in Büchern abgebildetes Schwarzweiß-Porträtfoto Picassos im Anzug aus dem Jahr 1932 von Cecil Beaton, wo er stolz vor diesem Bild posiert; allerdings wird es dort perspektivisch verzerrt dargestellt und auch ein wenig von ihm verdeckt.
2011 wurde das Bild von seinem aktuellen Besitzer an die Londoner Galerie Tate Modern ausgeliehen und damit der Öffentlichkeit erstmals wieder zugänglich gemacht.

## Auktionsrekord
Bei einer Versteigerung des Auktionshauses Christie’s am 4. Mai 2010 in New York wurde es durch das telefonische Gebot eines unbekannten Bieters zu einem der bis dahin teuersten Kunstwerke, die über den Auktionsmarkt verkauft wurden. Conor Jordan von Christie’s bezeichnete das Gemälde als „marktfrisch, in wunderbarem Zustand, nahezu unbekannt und von romantischer Besessenheit“. Der Zuschlag für das Gemälde erfolgte bei 95 Millionen Dollar, mit dem üblichen Aufschlag waren es 106.482.500 Dollar, etwa 80 Millionen Euro. Der bisher höchste Preis für eine Arbeit Picassos waren 104.200.000 Dollar für Junge mit Pfeife aus dem Jahr 1905, erreicht 2004 bei Sotheby’s in New York. Ein Teil des Verkaufserlöses soll der Huntington Library, Art Collections in San Marino, Kalifornien und dem dortigen Botanischen Garten zugutekommen, deren  Direktorien (Boards) Brody angehörte.